# Lenny Dykstra
Pour les articles homonymes, voir Lenny et Dykstra.
Leonard Kyle Dykstra (né le 10 février 1963 à Santa Ana, Californie, États-Unis) est un ancien voltigeur de centre des Ligues majeures de baseball.
Ce rapide joueur gaucher a joué de 1985 à 1996 pour les Mets de New York et les Phillies de Philadelphie. Il était habituellement utilisé comme premier frappeur du rôle offensif et reconnu pour se rendre souvent sur les buts et courir les sentiers avec agressivité. Il a été choisi trois fois pour le match des étoiles.

## Carrière

### Débuts
Sélectionné par les Mets de New York en 13e ronde en 1981, Lenny Dykstra connaît du succès dans les rangs mineurs. En 1983, chez les Mets de Lynchburg de la Ligue de la Caroline, un circuit de classe A, il est le meneur dans sept catégories : les coups sûrs (188), les points marqués (132), les triples (14), la moyenne au bâton (,357), la moyenne de présence sur les buts (,472), les buts-sur-balles (107) et les buts volés (106, un record du circuit qui tiendra jusqu'en 2000). Il fut nommé joueur par excellence de la ligue.

### Mets de New York
Dykstra est promu dans les majeures en 1985, alors qu'il patrouille le champ centre en remplacement de Mookie Wilson, blessé. Lorsque ce dernier revient au jeu, il est déplacé au champ gauche pour faire place à la recrue dans l'alignement. 
À sa deuxième saison, en 1986, Dykstra affiche une moyenne au bâton de ,295 avec 45 points produits et 31 buts volés. Les Mets enlèvent le championnat de la section Est de la Ligue nationale avec une formidable saison de 108 victoires. En Série de championnat, Dykstra frappe le coup de circuit gagnant qui met fin au match #3 entre New York et Houston. Il frappe pour ,304 dans la série contre les Astros, puis pour ,296 en Série mondiale, que les Mets gagnent en sept parties devant les Red Sox de Boston.
En 1988, le voltigeur connait sa seconde saison de 30 buts volés et plus (il en totalisera 6 en carrière) et aide les Mets à terminer à nouveau en tête de leur division. Il frappe pour ,429 (six en 14) durant la Série de championnat, mais New York s'incline devant Los Angeles.
Le 18 juin 1989, les Mets échangent Lenny Dykstra et le lanceur Roger McDowell aux Phillies de Philadelphie en retour de Juan Samuel. L'échange sera tout à l'avantage des Phillies, puisque Samuel ne frappera que pour ,228 en 86 parties à New York, avant de quitter pour signer comme agent libre avec les Dodgers, et qu'à l'opposé Dykstra connaîtra sa meilleure saison à Philadelphie.

### Phillies de Philadelphie

#### 1989-1992
À Philadelphie, Len Dykstra devient rapidement un des favoris de la foule, tout comme c'était le cas chez les partisans des Mets.
En 1990, il est choisi voltigeur de centre partant pour le match des étoiles, une classique à laquelle il participe pour la première fois. Il domine la Ligue nationale avec 192 coups sûrs et prend le 4e rang pour la moyenne au bâton (,325).
Au cours des deux saisons suivantes (1991 et 1992), il ne jouera que dans 145 matchs au total. Le 7 mai 1991, Dykstra et son coéquipier Darren Daulton sont impliqués dans un accident de voiture à Radnor Township, en Pennsylvanie. Dykstra souffre de fractures à plusieurs côtes et à la clavicule, et a l'os de la joue brisé. Il ratera deux mois d'activité. Peu de temps après son retour, il percute la clôture du Riverfront Stadium, lors d'un match à Cincinnati, et se brise la clavicule à nouveau, ce qui le met à l'écart du jeu pour le reste de l'année.
Au match d'ouverture en 1992, il a une main cassée après avoir été atteint par un lancer de Greg Maddux, des Cubs de Chicago.

#### Saison 1993
En 1993, les Phillies passent du dernier rang de la division Est à la première place, dans une saison de rêve qui leur permet d'accéder aux séries mondiales pour la première fois depuis 1983. Finalement en santé, Len Dykstra joue dans 161 matchs et frappe pour ,305. Il domine la ligue pour les coups sûrs (194), les points marqués (143), les buts-sur-balles (129) et les présences officielles au bâton (637). Il vole 37 buts et termine 2e pour les doubles (44) et établit un nouveau record des majeures avec 773 apparitions au bâton (total incluant les présences officielles, les buts-sur-balles, etc.), une marque qui tiendra jusqu'en 2007. Il termine deuxième au scrutin du joueur par excellence de la Ligue nationale. 
De plus, il frappe pour ,348 et produit huit points en 6 matchs lors de la Série mondiale, mais les Phillies s'avouent vaincus face aux champions en titre, les Blue Jays de Toronto.
Ce fut là la dernière participation de Dykstra aux séries d'après-saison. Il aura frappé pour ,321 avec 10 circuits et 19 points produits, en 32 matchs répartis sur cinq rondes éliminatoires avec les Mets et les Phillies.

#### 1994-1996
De 1994 à 1996, Dykstra joue peu, encore une fois en raison de blessures, mais est réinvité au match des étoiles en 1994 et 1995. 
Il joua son dernier match le 18 mai 1996. Il tente un retour lors du camp d'entraînement en 1998, mais renonce.
En 1278 matchs en carrière, il totalise 1298 coups sûrs, dont 281 doubles, 43 triples et 81 circuits, avec 404 points produits, 808 points marqués et 285 buts volés. Il a aussi soutiré 640 buts-sur-balles, conservé une moyenne au bâton de ,285 et une moyenne de présence sur les buts de ,419.